# Isabel Colegate
Pour les articles homonymes, voir Colegate.
Isabel Colegate, née le 10 septembre 1931 et morte le 12 mars 2023, est une romancière britannique.

## Biographie
Née le 10 septembre 1931 dans le Lincolnshire, elle est la fille de l’homme politique et chef d’entreprise Arthur Colegate et de Winifred Mary Worsley. Elle est scolarisée à la Runton Hill School dans le Norfolk.  De 1952 à 1957, elle travaille pour l'éditeur Anthony Blond.
En 1953, Isabel Colegate épouse l'homme d’affaires Michael Briggs, avec qui elle a deux fils et une fille. Le couple acquiert et restaure le château de Midford, près de Bath, où elle vit jusqu'en 2007.
Son roman La Partie de chasse (The Shooting Party), paru en 1980, lui vaut l'année suivante le W.H. Smith Literary Award. La même année, elle est élue à la Royal Society of Literature.
En 1988, Isabel Colegate est faite docteur honoris causa de l'Université de Bath.

## Œuvres
- The Blackmailer, 1958
- A Man of Power, 1960
- The Great Occasion, 1962
- Statues in a Garden, 1964
- Orlando King, 1968
- Orlando at the Brazen Threshold, 1971
- Agatha, 1973
- News from the City of the Sun, 1979
- La Partie de chasse (The Shooting Party), 1980 (première traduction française par Élisabeth Janvier, Belfond, 1987)[3]
- A Glimpse of Sion’s Glory, 1985
- Deceits of Time, 1988
- The Summer of the Royal Visit, 1991
- The Winter Journey, 1995
- A Pelican in the Wilderness : Hermits, Solitaries, and Recluses, 2001

## Adaptations
Le roman  The Shooting Party a été adapté au cinéma par Alan Bridge sous le titre La Partie de chasse en 1985 et a aussi fait l'objet d'une adaptation sous la forme d'une fiction radiophonique d'une durée de 15 minutes réalisée par D.J. Britton et diffusée sur la BBC en 2010.